# Elémago
Elémago (en búlgaro: Елемаг), más tarde conocido como Elinago Esfrantzés (en griego: Ἐλίναγος ὁ Φραντζὴς) fue un boyardo búlgaro de la época del Primer Imperio búlgaro, que gobernó en nombre del zar Samuel la fortaleza de Berat, ahora Berat en el sur de Albania.
Elémago era uno de los últimos defensores de la independencia búlgara. Después de 1018, resistió a los bizantinos y, junto con el duque Gabra, hizo un intento fallido de incitar un levantamiento en 1019. Al final, Elémago se vio obligado a entregar su fortaleza, por lo que recibió de Basilio II el título de patricio y el derecho a vivir en Tesalónica.
El cabo marino Elemag en la isla Livingston, de las islas Shetland del Sur, Antártida, así como una calle en Sofía, distrito de Izgrev, son nombrados así en honor a Elémago.